# Cratere Buisson
Buisson è un cratere lunare di 61,27 km situato nella parte sud-occidentale della faccia nascosta della Luna.
Il cratere è dedicato al fisico francese Henri Buisson.

## Crateri correlati
Alcuni crateri minori situati in prossimità di Buisson sono convenzionalmente identificati, sulle mappe lunari, attraverso una lettera associata al nome.
| Buisson | Coordinate            | Diametro (in km) |
| ------- | --------------------- | ---------------- |
| V       | 0°46′12″S 111°21′00″E | 24,39            |
| X       | 1°24′00″N 112°05′24″E | 19,25            |
| Y       | 1°07′12″N 113°04′48″E | 35,78            |
| Z       | 0°07′48″N 113°17′24″E | 115,35           |